# ギヨーム・デ・ゾーテル

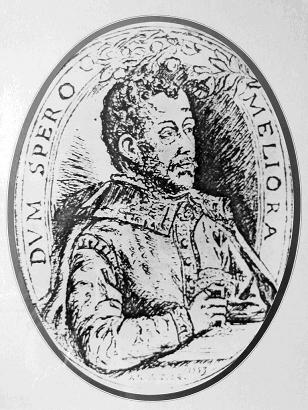
ギヨーム・デ・ゾーテル

ギヨーム・デ・ゾーテル（Guillaume des Autels, 1529年 - 1581年頃）は、フランスの詩人。プレイヤード派の一人。
1529年にル・ピュレイ（Le Purey, ソーヌ＝エ＝ロワール県）に生まれた。1542年からコレージュ・ド・ブルゴーニュで学び、1546年には法学を学ぶためにヴァランスへ赴いた。この頃、マロ派のバルテルミー・アンセやメラン・ド・サン＝ジュレ、リヨン派のモーリス・セーヴ、後にプレイヤード派に参加する従兄弟のポンチュス・ド・チヤールといった多彩な詩人たちとの交流を持った。
正書法の改革を巡ってルイ・メグレと論争を繰り広げた（当初はアナグラムによる変名グロマリス・デュ・ヴェズレ Glaumalis du Vezlet 名義）。二十歳前に上梓した『フランス古書法論 Traité de l’antique écriture de la langue française』（1548年）は、その論争の口火を切った書である。これに対しメグレは『擁護論 Défebses』（1550年）で反論した。デ・ゾーテルが『ルイ・メグレの猛烈な擁護への返答 Réplique aux furieuses défenses de Louis Meigret』（1551年）で応えると、メグレも『反駁 Réponse』（1551年）で再反論した。
デ・ゾーテルは、ほぼ同じ時期に詩人としても活動を始めている。処女作『皐月 Le mois de mai』は刊行年未詳だが、続く『大仕事の休息 Le repos du plus grand travail』は1550年に出されている。彼は多作であり、変わり種としては、ラブレーの『ガルガンチュワとパンタグリュエル』を模倣した風刺詩『ファンフルリュシュとゴーディション Fanfreluche et Gaudichon』（1559年）を刊行している。
彼は一時期フランスを離れ、スペイン国王フェリペ2世に仕えたり、アントウェルペンの出版業者クリストフ・プランタンの許にいたようであるが、1559年にパリに戻ってギーズ家に仕えた。1570-1581年にはクリュニー修道院の審査官(juge mage)をつとめたようである。